# Arrondissement administratif de Waremme
L'arrondissement administratif de Waremme est un des quatre arrondissements administratifs de la province de Liège en Région wallonne (Belgique). Sa superficie est de 390,41 km2 et sa population au 1er janvier 2025 s’élevait à 84 132 habitants, soit une densité de 215,5 habitants/km².
L'arrondissement est seulement un arrondissement administratif. Judiciairement, ses communes dépendent de l'arrondissement de Liège, qui recouvre la province éponyme, sauf les neuf communes de la région de langue allemande.

## Histoire
L'arrondissement administratif de Waremme a été créé en 1821 par le rassemblement des cantons d'Avennes et Landen (pris sur Huy) et du canton de Waremme (pris sur Liège).
Lors de la fixation définitive de la frontière linguistique en 1963, les communes d'Attenhoven, Eliksem, Laar, Landen, Neerhespen, Neerlanden, Neerwinden, Overhespen, Overwinden, Rumsdorp, Wamont, Walsbets, Houtain-l'Évêque, Wange et Wezeren furent cédées à l'arrondissement de Louvain. La commune de Corswarem et une partie de Montenaken furent prises sur l'arrondissement de Hasselt et la commune d'Otrange sur l'arrondissement de Tongres.
En 1965, les communes de Roloux et Voroux-Goreux furent prises sur l'arrondissement de Liège.
En 1971, les communes de Borlez et Les Waleffes furent prises sur l'arrondissement de Huy.
En 1977, la commune d'Aineffe fut prise à l'arrondissement de Huy et il y eut des échanges de territoires avec l'arrondissement de Liège.

## Communes et leurs sections

### Communes
- Berloz
- Braives
- Crisnée
- Donceel
- Faimes
- Fexhe-le-Haut-Clocher
- Geer
- Hannut
- Lincent
- Oreye
- Remicourt
- Saint-Georges-sur-Meuse
- Waremme
- Wasseiges

### Sections
- Abolens
- Acosse
- Aineffe
- Ambresin
- Avennes
- Avernas-le-Bauduin
- Avin
- Bergilers
- Berloz
- Bertrée
- Bettincourt
- Blehen
- Bleret
- Boëlhe
- Borlez
- Bovenistier
- Braives
- Celles
- Ciplet
- Corswarem
- Cras-Avernas
- Crehen
- Crisnée
- Darion
- Donceel
- Fallais
- Fexhe-le-Haut-Clocher
- Fize-le-Marsal
- Freloux
- Fumal
- Geer
- Grand-Axhe
- Grand-Hallet
- Grandville
- Haneffe
- Hannut
- Hodeige
- Hollogne-sur-Geer
- Jeneffe
- Kemexhe
- Lamine
- Lantremange
- Latinne
- Lens-Saint-Remy
- Lens-Saint-Servais
- Lens-sur-Geer
- Les Waleffes
- Ligney
- Lincent
- Limont
- Meeffe
- Merdorp
- Momalle
- Moxhe
- Noville
- Odeur
- Oleye
- Oreye
- Otrange
- Omal
- Pellaines
- Petit-Hallet
- Poucet
- Pousset
- Racour
- Remicourt
- Roloux
- Rosoux-Crenwick
- Saint-Georges-sur-Meuse
- Thisnes
- Thys
- Tourinne
- Trognée
- Viemme
- Ville-en-Hesbaye
- Villers-le-Peuplier
- Voroux-Goreux
- Wansin
- Waremme
- Wasseiges

## Démographie
Le graphique suivant reprend sa population résidente
- Source: DGS , de 1830 à 1970=recensements population; à partir de 1980 = nombre d'habitants chaque 1 janvier[1]